# شونوصور

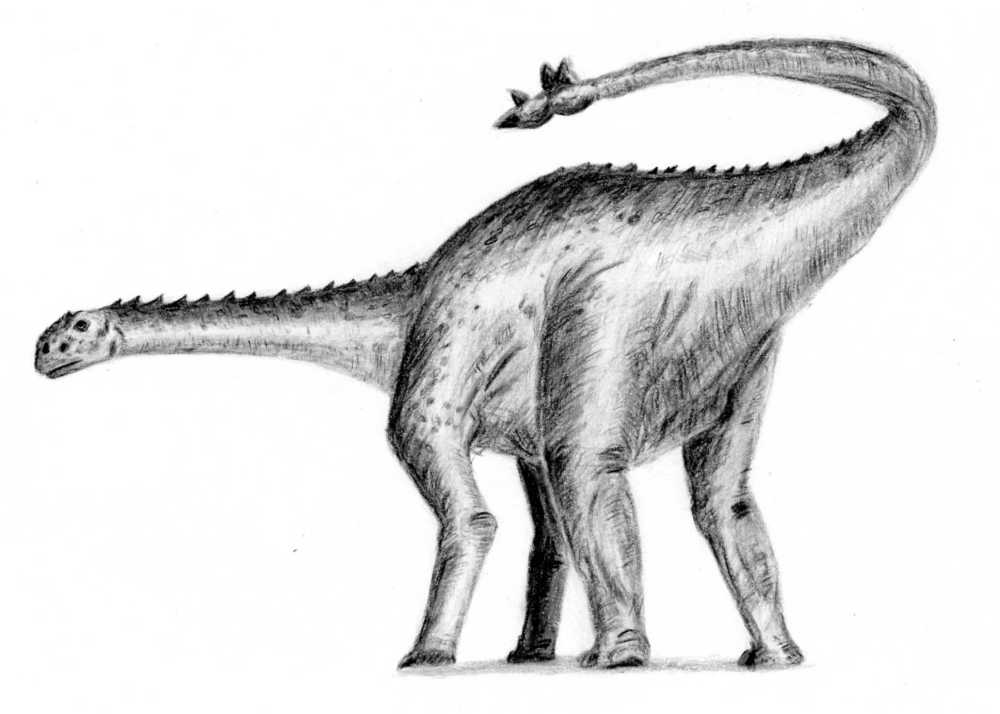
انطباع فنان

الشونوصورس (Shunosaurus، «سحلية شو») هو جنس من ديناصورات الصوروبودا عاش في عصر الجوراسي الأوسط (الباثوني-الكالوفي) في إقليم سيشوان في الصين منذ 170 مليون سنة مضت، الاسم مشتق من «شو» وهو الاسم القديم لإقليم سيشوان.